# Nguyễn Đình Bắc
Nguyễn Đình Bắc (* 19. August 2004 in Vinh, Nghệ An) ist ein vietnamesischer Fußballspieler.

## Karriere

### Verein
Aus der Jugend von Quang Nam, ging er im Sommer 2022 in deren erste Mannschaft über. Dort gab er in Saison 2023 sein Debüt in der V.League 1.

### Nationalmannschaft
Sein erstes bekanntes Spiel für die vietnamesische Fußballnationalmannschaft war am 10. Oktober 2023 bei einer 0:2-Freundschaftsspielniederlage gegen die Volksrepublik China. Nach weiteren Freundschaftsspieleinsätzen bekam er auch bei der Qualifikation für die Weltmeisterschaft 2026 im November des Jahres Spielzeit. Beim ersten Spiel davon erzielte er zudem auch ein Tor.
Anfang 2024 wurde er auch Teil des Turnier-Kaders bei der Asienmeisterschaft 2024, wo er bei der 2:4-Auftaktniederlage gegen Japan sein Turnier-Debüt gab und auch mit dem zwischenzeitlichen 1:1 sein erstes Turniertor machte.